# Nagoldgau
Der Nagoldgau (auch Nagoldgouw oder Nagaltgouwe), so genannt um 780, ist ein im Frühmittelalter entstandenes Territorium, welches zum Herzogtum Schwaben gehörte und aus dem Bezirk Baar hervorging.

## Geschichte
Der Nagoldgau befand sich um den Fluss Nagold, rechts der Enz, und war im 10. Jahrhundert ein Territorium der Westbaar. Der Nagoldgau wurde in zwei weitere kleinere Gaue unterteilt:
- Waldgau um Dornstetten/Glatten
- Westergau, Gebiet um den Schwarzwald, Teile Dornstettens, Ergenzingen und Rohrdorf. Um ihn von den Westergauen in Franken, Thüringen und Bayern zu unterscheiden, wird er als „alemannischer Westergau“ bezeichnet.[2]

Der Gau wurde von Gaugrafen vermutlich mit Sitz bei der Nagolder Remigiuskirche und später auf der Burg Hohennagold regiert. Im Jahre 1078 verlagerte sich der Schwerpunkt der Herrschaft nach Tübingen und 1146 erlangte Graf Hugo das Amt eines Pfalzgrafen in Schwaben. Im Spätmittelalter entstand wieder eine eigenständige Herrschaft in Nagold, nachdem Graf Burkhard von Hohenberg Mechthild, die Tochter des Pfalzgrafen  Rudolf II. von Tübingen, geheiratet hatte.

## Nagoldgaugrafen
- Graf Gerold († 1. September 799), um 785 bis 790 Graf in der Baar,[3] Bruder der Königin Hildegard und somit ein Schwager von Kaiser Karl dem Großen
- Graf Anselm der Ältere, um 966 Graf im Nagoldgau[4]
- Graf Werner (* nach 950, † vor 1027)[5] möglicherweise identisch mit dem Reichssturmfähnrich Graf Werner I. von Winterthur
- Graf Hugo I. (um 1007)
- Graf Anshelm, 1027 auf dem Reichstag zu Ulm, wo er Herzog Ernst von Schwaben die Gefolgschaft kündigte[6]
- Graf Anselm der Jüngere († 25. Dezember um 1087)[7]
- Graf Hugo III., verlegte seinen Sitz um 1078 nach Tübingen und gilt als Vorfahr der Pfalzgrafen von Tübingen
- Graf Hugo IV., herrschte um 1100 mit Sitz in Tübingen, verheiratet mit Hemma, Tochter des Grafen Ludwig I. von Arnstein
- Graf Hugo V. war seit 1146 der erste Pfalzgraf von Tübingen († um 1152)

## Haus Tübingen
- Pfalzgraf Friedrich († 1162)
- Pfalzgraf Hugo II. († 1182)
- Pfalzgraf Rudolf I. († 1219)
- Pfalzgraf Rudolf II. († 1247)

## Haus Hohenberg
Mechthild, die Tochter des Pfalzgrafen Rudolf II. von Tübingen, brachte nach 1230 die Burg Hohennagold als Mitgift in die Ehe mit Graf Burkhard von Hohenberg ein.
- Graf Burkhard († 14. Juli 1253), Graf Burkhard V. von Hohenberg, nach anderer Zählung auch Graf Burkhard III. von Hohenberg, Vater von Königin Gertrud und somit Schwiegervater von König Rudolf I.
- Graf Burkhard VI. († 24. Juli 1318), Graf von Nagold-Wildberg, jüngerer Bruder des Grafen Albrecht von Hohenberg
- Graf Burkhard VIII. († vor 1342), Graf zu Nagold in Magenheim
- Graf Burkhard X. (erwähnt 1348, 1353), Graf zu Nagold
- Graf Otto II. († 1379/85), Graf zu Nagold

1363 verkaufte Graf Otto II. die Grafschaft Hohenberg-Nagold an Württemberg.